# بخش کرافورد (شهرستان ویاندوت، اوهایو)
بخش کرافورد (به انگلیسی: Crawford Township) یک منطقهٔ مسکونی در ایالات متحده آمریکا است که در شهرستان وایندات، اوهایو واقع شده‌است.
 بخش کرافورد ۹۳٫۶ کیلومتر مربع مساحت و ۴٬۷۸۹ نفر جمعیت دارد و ۲۴۹ متر بالاتر از سطح دریا واقع شده‌است.